# 安中市立東横野小学校
安中市立東横野小学校（あんなかしりつ ひがしよこのしょうがっこう）は、群馬県安中市鷺宮にある安中市立小学校。

## 概要
周辺には田畑が多いが、近年は工場用地や住宅地として開発が進んでいる。

## 学区
- 東横野地区[1]

## 学校教育目標
やさしく、かしこく、たくましい東横野小の子の育成 ～元気に登校、笑顔で下校～

### ひとにも物にも「やさしい子」
- 誰とでも仲良くできる子
- 元気にあいさつ、返事ができる子
- 学校のきまりが守れる子

### がんばって勉強「かしこい子」
- 進んで学習に取り組む子
- よく考え、発表する子
- 工夫して学習に取り組む子

### しっかり運動「たくましい子」
- 運動に親しむ子
- 健康や安全に注意する子